# 液性免疫
液性免疫（えきせいめんえき、英: humoral immunity）は、体液性免疫とも呼ばれ、分泌された抗体、補体タンパク質、あるいは特定の抗菌ペプチドなど、細胞外液に含まれる高分子によって媒介される免疫の1つの側面である。液性免疫は、体液（英: humors, or body fluids）に含まれる物質が関与することから、このような名前が付けられた。 これは、抗体を介さない細胞性免疫とは対照的である。液性免疫は、抗体媒介性免疫（こうたいばいかいせいめんえき、英: antibody-mediated immunity）とも呼ばれる。
免疫学における中心的な科学は、免疫系を構成する分子や細胞成分を、その機能や相互作用を含めて研究することである。免疫系は、より原始的な自然免疫系 (英語版) と、脊椎動物の獲得免疫または適応免疫系 (英語版) に分けられ、それぞれに液性免疫と細胞性免疫の要素が含まれている。
液性免疫とは、抗体産生とそれに付随する次のような同時発生プロセスを指す： Th2細胞活性化とサイトカイン産生、胚中心形成とアイソタイプスイッチング、親和性成熟とメモリー細胞生成。抗体のエフェクター機能として、病原体や毒素の中和、古典的補体の活性化、オプソニンによる食作用や病原体排除の促進がある。

## 歴史
液性免疫の概念は、血清成分の抗菌活性の分析を基に発展した。体液性理論の発展において、ハンス・ブフナーがその功績を認められている。1890年、ブフナーは、血清などの体液中に存在し、微生物を死滅すること能力を持つ「保護物質」を「アレキシン」と表現した。アレキシンは、後にパウル・エールリヒによって「補体」と再定義され、細胞性免疫と液性免疫の組み合わせにつながる自然応答の可溶性成分であることが示された。この発見によって、自然免疫と獲得免疫の機能を橋渡しをすることができた。
1888年にジフテリアや破傷風の原因となる細菌が発見された後、エミール・フォン・ベーリングと北里柴三郎は、病気の原因が微生物そのものではないことを示した。彼らは、病気を引き起こすのには、細胞を含まない濾液（ろえき）で十分であることを発見した。1890年、後にジフテリア毒素と命名されたジフテリアの濾液を動物のワクチン接種に使用し、免疫血清に毒素の活性を中和する抗毒素が含まれており、免疫を持たない動物にも免疫を移すことができることを実証しようとした。1897年、パウル・エールリヒは、植物の毒素であるリシンとアブリンに対して抗体ができることを示し、これらの抗体が免疫の主体であると提案した。エールリヒは同僚のフォン・ベーリングとともにジフテリア抗毒素の開発を続け、これが現代の免疫療法の最初の大きな成功となった。特定の適合性がある抗体の発見は、免疫の標準化と長引く感染症の特定のための主要なツールになった。
| 物質                         | 活動性 | 発見                                          |
| ---------------------------- | --- | --------------------------------------------- |
| アレキシン/補体              | 血清中の可溶性成分。 微生物を死滅させることができる。                                                         | ブフナー (1890), エールリヒ (1892)            |
| 抗毒素                       | 毒素の活性を中和することができる 血清中の物質で、受動免疫を可能にする。                                       | フォン・ベーリングと 柴三郎 (1890)            |
| 溶菌素                       | 補体タンパク質に働きかけて 溶菌を誘発する血清物質。                                                           | ファイファー (1895)                           |
| 細菌凝集素 および 細菌沈降素 | 細菌を凝集させたり、 細菌の毒素を沈殿させる血清物質                                                           | グルーバーと ダーハム (1896), クラウス (1897) |
| 溶血                         | 補体に働きかけて赤血球を溶血させる血清物質                                                                    | ジュール・ボルデ (1899)                       |
| オプソニン                   | 異物の外膜を覆い、マクロファージによる 食作用を早める血清物質                                                 | ライトと ダグラス (1903)                      |
| 抗体                         | 最初の発見 (1900), 抗原-抗体結合仮説 (1938), B細胞による生成 (1948), 構造 (1972), 免疫グロブリン遺伝子 (1976) | エールリヒ                                    |

## 抗体
免疫グロブリンは、免疫グロブリンスーパーファミリーに属する糖タンパク質で、抗体として機能する。抗体（antibody）と免疫グロブリン（immunoglobulin）という言葉は、しばしば同じ意味で使われる。これらは、血液や組織液、また多くの分泌物に含まれている。構造的には、大きなY字型の球状タンパク質である。哺乳類には、IgA、IgD、IgE、IgG、IgMの5種類の抗体がある。それぞれの免疫グロブリンクラスは、その生物学的特性が異なり、異なる抗原に対処するために進化してきた。抗体は、免疫系のB細胞に由来する形質細胞によって合成され分泌される。
抗体は、細菌やウイルスなどの異物を識別して中和するために、獲得免疫系によって使用される。それぞれの抗体は、その標的に固有の特異的抗原を認識する。抗体は、特定的抗原と結合することによって、抗体-抗原産物の凝集や沈殿を引き起こしたり、マクロファージや他の細胞による食作用を促したり、ウイルス受容体を遮断したり、補体経路などの他の免疫応答を刺激するなど、さまざまな働きを持つ。
不適合な輸血を行うと、液性免疫応答を介した輸血反応が起こる。急性溶血反応と呼ばれるこの種類の反応は、宿主の抗体によってドナーの赤血球が急速に破壊（溶血）される。その原因は通常、間違った患者に間違った血液単位を投与してしまうなどの誤記である。症状は発熱と悪寒で、時には背部痛と、ピンクまたは赤色の尿（血色素尿症）を伴う。主な合併症は、赤血球の破壊によって放出されるヘモグロビンによって引き起こされる急性腎不全である。

## 抗体の産生
液性免疫応答では、まずB細胞が骨髄で成熟し、B細胞受容体（BCR）を細胞表面に多数提示する。
BCRは膜貫通型タンパク質複合体で、抗原の検出に特異的な抗体を含んでいる。ゆえに、それぞれのB細胞は、ある抗原と結合する固有の抗体を持っている。その後、成熟したB細胞は、骨髄からリンパ節やその他のリンパ器官に移動し、そこで病原体との遭遇が始まる。

液性免疫応答では活性化したB細胞がその多くで関わっている。

### B細胞の活性化
B細胞が抗原に遭遇すると、抗原はその受容体に結合し、エンドサイトーシスによってB細胞の内部に取り込まれる。抗原はリソソームによって分解され、断片はMHCクラスIIタンパク質によって再びB細胞の表面に提示される。

### B細胞の増殖
このB細胞は、ヘルパーT細胞（Th2）がこの複合体に結合するのを待つ。この結合によりTh2細胞が活性化され、サイトカインを放出してB細胞を急速に分裂するよう誘導し、何千ものまったく同じB細胞のクローンが作られる。これらの娘細胞は、形質細胞かメモリーB細胞のいずれかになる。メモリーB細胞はここでは活動しないままであり、その後、これらのメモリーB細胞が再感染により同じ抗原に遭遇すると、分裂して形質細胞を形成する。一方、形質細胞は大量の抗体を産生し、循環系に自由に放出される。

### 抗体-抗原反応
これらの抗体は、抗原に遭遇すると、結合して抗体-抗原複合体を形成する。これにより、宿主細胞と異物細胞の間における化学的な相互作用が阻害されたり、あるいは抗原部位の間にブリッジを形成して、正常な機能を阻害する。また、抗体-抗原複合体の存在がマクロファージまたはキラー細胞を引き寄せて、それらを攻撃させたり貪食させたりする。

## 補体系
補体系は、自然免疫系の生化学的カスケードであり、生体から病原体を排除することを助ける仕組みである。補体系は、血液中の多くの小さな血漿タンパク質に由来しており、これらのタンパク質がともに働いて標的細胞の細胞膜を破壊し、細胞溶解に至らせる。補体系は35種類以上の可溶性および細胞結合タンパク質で構成されており、そのうち12種類のタンパク質は補体経路に直接関与している。補体系は、自然免疫と獲得免疫の両方の活動に関与している。
このシステムが活性化されると、細胞溶解、走化作用、オプソニン化、免疫除去、および炎症につながり、同様に病原体を貪食するためのマーキングにもつながる。このタンパク質は、血清グロブリン分画の5%を占めている。これらのタンパク質のほとんどは、タンパク質切断されるまで不活性な酵素前駆体（チモーゲン）として循環している。
補体系を活性化する生化学的経路には、古典的補体経路、代替補体経路、マンノース結合レクチン補体経路の3つがある。古典的補体経路は通常、活性化に抗体を必要とし、特異的免疫応答であるのに対し、代替経路は抗体の存在なしに活性化することができ、非特異的免疫応答であると考えられている。抗体、特にIgG1クラスの抗体は、補体を「固定」することもできる。

## 参照項目
- 免疫系
- 細胞性免疫 - 液性免疫とは対照的に抗体を介さない免疫
- 免疫 (医学)
- 多クローン性B細胞応答（英語版）- 哺乳類の適応免疫系が示す免疫反応形式

## 推薦文献
- Orji Theddeus C, S. J. and Charles Norris (1897) The Bactericidal Action of Lymph Taken From the Thoracic Duct of the Dog. (Full Text-pdf) Journal of Experimental Medicine Vol. 2, Issue 6, 701-709. - 体液性理論の基礎を築いた初期の実験を紹介している。